# Cathode-ray tube amusement device
Il cathode-ray tube amusement device (letteralmente dispositivo di divertimento a tubo catodico) è il primo gioco elettronico interattivo conosciuto. Ideato nel 1947 da Thomas Goldsmith e Estle Ray Mann, il dispositivo simula un proiettile di artiglieria che si dirige verso i bersagli su uno schermo a tubo catodico, controllato dal giocatore regolando le manopole per cambiare la traiettoria di un punto del raggio sul display per raggiungere i bersagli di plastica sovrapposti sullo schermo.